# Тото и короли Рима
«Тото и короли Рима» (итал. Тото e i re di Roma; вариант названия — «Тото и императоры Рима») — кинофильм. Экранизация произведения, автор которого Эннио де Кончини.

## Сюжет
Сюжет фильма является вольным переложением на итальянскую почву двух рассказов Чехова: «Смерть чиновника» и «Экзамен на чин». Мелкий римский чиновник чихает в театре на голову впередисидящего человека, который оказывается вышестоящим чиновником. С этого начинаются его неприятности, к которым вскоре добавляется необходимость выдержать экзамен для сохранения должности…

## В ролях
- Тото — Эрколь Папалардо
- Эрнесто Альмиранте — Недо
- Анна Карена — Армида Папалардо
- Пьетро Карлони — Капуфицио Капаско
- Альберто Сорди — учитель

## Съёмочная группа
- Режиссёры: Стено, Марио Моничелли
- Сценарий: Эннио Де Кончини, Марио Моничелли, Дино Ризи
- Продюсер: Ромоло Лоуренти
- Оператор: Джузеппе Ла Торре
- Композитор: Нино Рота